# 高红移超新星搜索队
高红移超新星搜索队（High-z Supernova Search Team）是一个国际宇宙学合作项目，用Ia型超新星来描述宇宙膨胀。该小组于1994年由布萊恩·施密特（当时是哈佛大学的博士后研究助理）以及尼古拉斯·桑契夫（智利托洛洛山美洲际天文台研究员）共同创建。该小队囊括了美国、欧洲、澳大利亚和智利的大约20位天文学家。他们用托洛洛山的维克多·布兰科望远镜来发现红移高于z=0.9的Ia型超新星。这些发现被大多取自凯克天文台和欧洲南方天文台望远镜的光谱核实。1998年在亚当·里斯领导的一项研究中，该小队率先发现了宇宙加速膨胀的证据。
2014年，因「基礎性地發現與探索中微子震盪，顯示出超越粒子物理學標準模型的新領域」，施密特、里斯與高紅移超新星搜索隊成員、索尔·珀尔马特與超新星宇宙學計畫實驗團隊共同榮獲2015年基礎物理學突破獎。

## 給團隊高層和全體成員的主要國際獎項

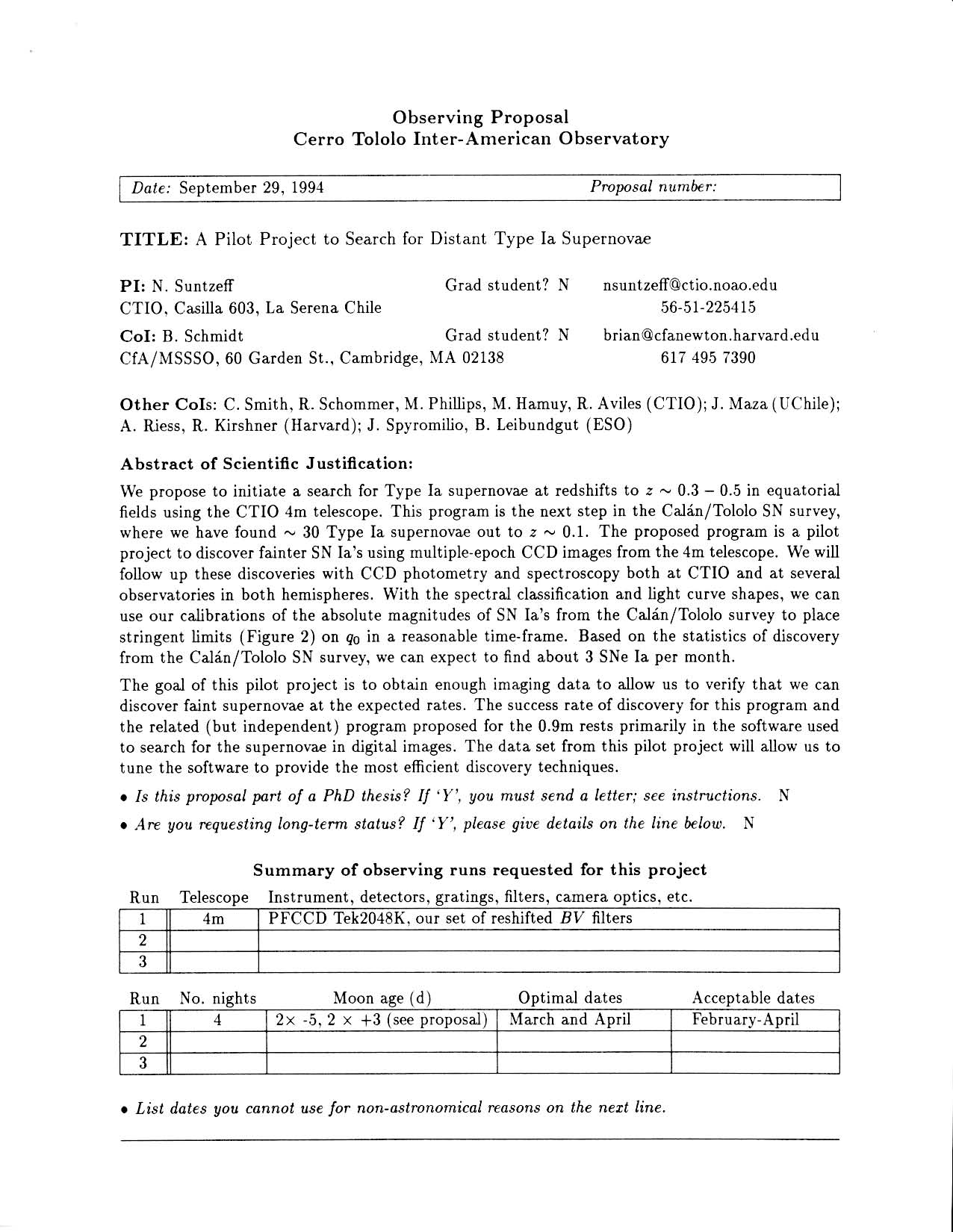
最初的望遠鏡時間提案於1994年提交給開始High-Z小組的托洛洛山美洲際天文台。

- 1998：科學雜誌，年度突破獎
- 2006：邵逸夫獎
- 2007：格魯伯宇宙學獎
- 2011：諾貝爾物理獎
- 2011：阿爾伯特·愛因斯坦獎章
- 2015：基礎物理學突破獎
- 2015：沃爾夫物理學獎